# Sagar Samrat
Sagar Samrat – самопідіймальна бурова установка, перша установка такого типу в Індії.
У 1971-му державна Oil and Natural Gas Corporation (ONGC) замовила свою першу морську бурову установку, яку завершили в 1973-му на японській верфі Mitsubishi Heavy Industry Hiroshima Machinery Works. За своїм архітектурно-конструктивним типом судно відносилось до самопідіймальних (jack-up) та належало до типу Mercury, проектантом якого була компанія Offshore International із Х’юстона (штат Техас).
У травні 1973-му «Sagar Samrat» прибула до Індії і по досягненню готовності узялась за розвідувальну кампанію у нафтогазоносному басейні Мумбай. Вже у 1974-му друга споруджена свердловина дозволила виявити родовище Мумбай-Хай, яке станом на початок 2020-х залишається найбільшим індійським нафтовим родовищем.
Також відомо, що в 1979-му «Sagar Samrat» виявила перші ознаки вуглеводнів на родовищі Північне Тапті (добурити свердловину не вдалось через аномально високий пластовий тиск), спорудила три свердловини на родовищі Південне Тапті (одна з них виявила газ) та розпочала спорудження першої свердловини на родовищі Середнє Тапті. При цьому на 1980-й планувалось буріння двох свердловин у басейні Кач.
«Sagar Samrat» використовували як бурову установку майже чотири десятки років, при цьому вона спорудила 125 свердловин та здійснила 14 значних відкриттів.
В 2011-му «Sagar Samrat» вирішили переобладнати у мобільну видобувну платформу, яка повинна забезпечувати розробку дрібних родовищ із запасами, що недостатні для встановлення стаціонарних споруд. Через певні проблеми процес модернізації затягнувся на багато років, проте у 2022-му «Sagar Samrat» нарешті доправили до Індії на судні для транспортування негабаритних вантажів і встановили у басейні Мумбай поряд із платформою для розміщення фонтанних арматур родовища WO-16, в районі з глибиною моря 76 метрів. На «Sagar Samrat» тепер розміщене виробниче обладнання (для сепарації нафти, газу та води, осушки та компремування газу, факельна система та інше), а також облаштований житловий блок. По завершенні розробки кластера WO-16 (первісний проектний строк визначений у 6 років) платформу планують перемістити на інше родовище.